# 陳意涵
- 關於1984年出生的台灣女藝人，請見「陳瑀涵」。
- 關於同名1997年出生的中國大陸女藝人，請見「陈意涵 (中国大陆)」。

陳意涵（1982年11月12日—），台灣女演員，出生於新北市土城區。

## 生平

### 早年
陳意涵在2002年曾參與中視綜藝節目《我猜我猜我猜猜猜》的「人不可貌相」單元，之後2006年大學畢業後在餐廳打工時，被經紀人小男哥發掘而正式踏入演藝圈。

### 演藝生涯
進入演藝圈後，在2006年11月10日，出演了自己的第一部電影《單車上路》，並擔任女主角，並獲得了第七屆華語電影傳媒大賞最佳新演員提名。同年簽約經紀公司。其後，參與多部電影、電視劇、廣告及MV的拍攝。在2006年，參與趙寶剛執導的電視劇《奮鬥》中飾演方靈珊，深得中國大陸觀眾喜愛，更因此角色獲得了“小靈仙”的稱號，使陳意涵在中國大陆有一定的知名度，為日後於在中國大陆發展打下基礎。在電影《星月無盡》、《聽說》和電視劇《我要變成硬柿子》、《痞子英雄》皆擔任女主角，令知名度大增，是演藝圈中表現亮眼的當紅女演員。
在2010年第12屆台北電影節，陳意涵憑電影《聽說》獲得「最佳女演員」獎項，演技獲得認可。她所主演的多部電影，例如《愛LOVE》和《閨蜜》，皆是口碑票房均好。除了在臺灣，陳意涵也到中國大陆拍攝戲劇，所以在中國大陆也有知名度。而《愛LOVE》也為她贏得第49屆金馬獎最佳女配角的提名。
2014年，憑電影《軍中樂園》中的軍妓角色，獲得第51屆金馬獎最佳女配角提名。
2023年，以電影《小曉》中的母親角色入圍第60屆金馬獎最佳女配角。
2024年，以電影《小曉》獲得第5屆台灣影評人協會獎最佳女演員獎。

## 個人生活
2006-2009年，陳意涵和李運慶因為合作電影《單車上路》交往。2010-2012年，陳意涵和坤達在修杰楷的牽線下展開交往。2014年-2017年7月，與髮型師李函唐（Tom）交往。此外，陳意涵在真人秀《幸福三重奏2》中否認網傳的她交往過47個男友。
2018年8月17日，與導演許富翔（1981年7月14日－）奉子結婚。2019年2月產下一子，
2021年11月女儿出生。

## 爭議
陳意涵因在中国大陆綜藝節目《花兒與少年好友記》中自我介紹時表示「我來自中國台灣」而登上微博熱搜，引起廣泛討論。

## 影視作品

### 台灣電視劇
| 播出年份 | 播出日期 | 電視台                 | 劇名                   | 飾演   | 備註   |
| 2006年   | 07月16日 | 台視、三立都會台       | 《微笑pasta》          | 田欣   | 客串   |
| 2007年   | 07月11日 | 華視                   | 《我要變成硬柿子》     | 孫詩詩 | 女主角 |
| 2009年   | 04月11日 | 公視、TVBS歡樂台       | 《痞子英雄》           | 陳琳   | 女主角 |
| 2011年   | 12月18日 | 民視、八大綜合台       | 《華麗的挑戰》         | 宮囍   | 女主角 |
| 2014年   | 06月1日  | 民視、八大綜合台       | 《你照亮我星球》       | 介紹人 | 客串   |
| 2021年   | 01月31日 | 八大戲劇台、衛視中文台 | 《她們創業的那些鳥事》 | 夏芷   | 女主角 |
| 2025年   |          | 八大電視、東森電視     | 《永生密碼一九七》     | 陸霏   | 女主角 |
| 2025年   |          | 公視                   | 《郵票與舒芙蕾》       |        | 女主角 |
| 2025年   |          |                        | 《時候》               |        |        |
| 2026年   |          |                        | 《新手上路》           |        | 女主角 |

### 中國大陸電視劇
| 播出年份 | 播出日期 | 首播頻道                     | 劇名                   | 飾演               | 備註         |
| 2007年   | 05月17日 | 上海電視劇頻道               | 《奮鬥》               | 方靈珊             | 客串         |
| 2008年   | 10月11日 | 四川衛視                     | 《長江一號》           | 小杜鵑（大島貞子） | 配角         |
| 2010年   | 07月12日 | 央視一套                     | 《新流星蝴蝶剑》       | 孫蝶               | 女主角       |
| 2011年   | 07月5日  | 南方衛視                     | 《摩登新人類》         | 夏紅果             | 女主角       |
| 2013年   | 05月12日 | 福建电视剧频道、江西公共频道 | 《親情保衛戰》         | 瑞真真             | 女主角       |
| 2014年   | 07月10日 | 優酷網、土豆網               | 《小時代之摺紙時代》   | 林蕭               | 女主角       |
| 2017年   | 6月11日  | 浙江衛視、北京衛視           | 《深夜食堂》           | 小梅               | 單元女主角   |
| 2018年   | 1月18日  | 騰訊網                       | 《幸福，近在咫尺》     | 蔣一依             | 導演、女主角 |
| 2021年   | 3月17日  | 浙江衛視                     | 《愛在星空下》         | 孫小艾             | 女主角       |
| 2022年   | 6月1日   | YouTube                      | 《愛情築夢師》         | 蒙依萌             | 女主角       |
| 2024年   |          |                              | 《火柴小姐和美味先生》 | 阮糖               | 女主角       |

### 電影
| 上映年份 | 上映日期           | 片名                    | 飾演               | 備註     |
| 2006年   | 10月11日           | 《單車上路》            | 阿妹               | 主角     |
| 2007年   | 03月30日           | 《刺青》                | 真真               | 配角     |
| 2009年   | 04月24日           | 《星月無盡》            | 黃星君             | 主角     |
| 2009年   | 08月28日           | 《聽說》                | 秧秧               | 主角     |
| 2009年   | 09月12日           | 《馬卓》                | 馬卓               | 主角     |
| 2012年   | 02月10日           | 《愛 LOVE》             | 李宜珈             | 主角之一 |
| 2012年   | 08月17日           | 《BBS鄉民的正義》       | 李澄湘             | 主角     |
| 2012年   | 12月28日           | 《花漾》                | 白小霜             | 主角     |
| 2013年   | 12月6日            | 《愛情無全順》          | 梁小琪             | 主角     |
| 2014年   | 07月30日           | 《閨蜜》                | 希汶               | 主角     |
| 2014年   | 09月5日            | 《軍中樂園》            | 阿嬌               | 主角     |
| 2014年   | 11月28日           | 《壞姐姐之拆婚聯盟》    | 黃二珊/黃珊珊      | 主角     |
| 2015年   | 04月2日            | 《咱们结婚吧》          | 顧小蕾             | 主角之一 |
| 2015年   | 08月7日            | 《新步步驚心》          | 張小文/馬爾泰•若曦 | 主角     |
| 2016年   | 08月19日           | 《仙班校園2》(網絡電影) | 火炬手             | 客串     |
| 2018年   | 2月9日             | 《花甲大人轉男孩》      | 林小美             | 客串     |
| 2018年   | 3月2日             | 《閨蜜2：無二不作》     | 林希汶             | 主角     |
| 2018年   | 3月30日            | 《我說的都是真的》      | 印小雪             | 特別演出 |
| 2018年   | 11月30日           | 《比悲傷更悲傷的故事》  | 宋媛媛             | 主角     |
| 2021年   | 11月12日           | 《詭扯》                | 小俐               | 特別演出 |
| 2023年   | 12月8日            | 《小曉》                | 莊薇芳             | 配角     |
| 待上映   |                    | 《槍炮腰花》            | 小楚               | 主角     |
| 待上映   | 《燥夢英雄》       |                         |                    | 主角     |
| 待上映   | 《陽光女子合唱團》 |                         |                    |          |

### 電影短片
| 播出日期 | 片名                     | 飾演 | 性質   |
| 2006年   | 瑞芳觀光短片《黃金密碼》 | 晶晶 | 女主角 |

### 實境節目
| 播出日期              | 節目              | 性質                             |
| 2015年4月 - 2015年7月 | 花兒與少年第二季  | 固定節目成員                     |
| 2023年5月 - 2023年7月 | 光開門就很忙了    | 固定節目成員                     |
| 2023年6月 - 2023年9月 | 乘風2023          | 參賽成員（存留到總決賽，未成團） |
| 2024年6月 - 2024年7月 | 花兒與少年·好友記 | 節目成員（10-13集）              |

### 網路劇
| 播出日期  | 片名                                         | 飾演       | 性質   |
| 2009年7月 | 新媒體劇《心情spa第一季：女人這點事》        | 陳大發     | 女主角 |
| 2010年    | 我猜我猜我猜猜猜之《賽琳娜小短劇》宅男任小弟 | 陳意涵女神 | 女主角 |
| 2011年3月 | 網路劇《戀愛SOS》                            | 蘇小男     | 女主角 |

### 微電影
| 播出日期   | 片名                                                              | 飾演   | 性質   |
| 2012年5月  | 果微醺微電影《愛情魔鏡》                                          | 陳意涵 | 女主角 |
| 2012年12月 | 台灣觀光局宣傳微電影《噗通噗通24小時台灣》(푸통푸통 24시 타이완 ) | 陳意涵 | 女主角 |

### 配音
| 年份 | 片名                 | 配音角色 | 性質   |
| 2015 | 《腦筋急轉彎》臺灣版 | 樂樂     | 女主角 |

## 音樂錄影帶
| 播出日期   | 歌曲           | 歌手          | 備註                     |
| 2005年4月  | 紙飛機         | 張峰奇        |                          |
| 2006年6月  | 清晨女子       | 周傳雄        |                          |
| 2006年6月  | 傷痛無聲       | 周傳雄        | 與張天霖合作             |
| 2006年12月 | 分手不分開     | 王浩信        |                          |
| 2009年4月  | 我的依賴       | 蔡依林        |                          |
| 2009年7月  | 禮物           | 羅美玲        | 《痞子英雄》片段客串     |
| 2009年8月  | 無賴正義       | 趙又廷與COLOR | 《痞子英雄》片段客串     |
| 2009年8月  | 關於我們       | 痞克四        | 《痞子英雄》片段客串     |
| 2009年8月  | 放逐愛情       | 解偉苓        | 《痞子英雄》片段客串     |
| 2011年2月  | Touch My Heart | 羅志祥        |                          |
| 2012年1月  | 天天月月       | 衛斯里        |                          |
| 2012年2月  | 傻子           | 林宥嘉        | 《愛 LOVE》片段客串      |
| 2024年1月  | 南方的月亮     | 陳嘉樺        | 與陳嘉樺、柯素雲共同演出 |
| 2024年12月 | 想念你想我     | 周興哲        | 與傅孟柏共同演出         |
| 2025年1月  | 我們沒開始     | 周興哲        | 與張鈞甯、林柏宏共同演出 |
| 2025年6月  | 足夠的失落     | 柏霖PoLin     |                          |

## 音樂作品

### 作詞
| 首播日期 | 歌手   | 名稱       | 類型       | 備註                                                                              |
| 2011年   | 王奇   | 天晴       | 電視劇歌曲 | 1.《摩登新人類》電視劇片尾曲 2.陳意涵初嘗音樂創作，為《摩登新人類》主題曲親自作詞 |
| 2011年   | 郭緯   | 薔薇       | 電視劇歌曲 | 1.《摩登新人類》電視劇插曲 2.陳意涵初嘗音樂創作，為《摩登新人類》插曲親自作詞     |
| 2018年   | 孫盛希 | 另一個結局 | 電視劇歌曲 | 1.《幸福，近在咫尺》電視劇片尾曲 2.陳意涵首度擔綱導演，並親自為片尾曲作詞         |

### 單曲
| 首播日期 | 名稱       | 類型       | 備註                                                                         |
| 2014年   | 一起老去   | 電影單曲   | 1.《閨蜜》 電影主題曲 2.與薛凱琪、楊子姗合唱                                 |
| 2015年   | 最美的情書 | 電影單曲   | 《新步步驚心》 電影主題曲                                                    |
| 2015年   | 花兒與少年 | 電視主題曲 | 1.《花兒與少年》 第二季主題曲 2.與井柏然、寧靜、毛阿敏、鄭爽、楊洋、許晴合唱 |
| 2023年   | 風之所向   | 節目單曲   | 《乘風2023》主題曲 群星合唱                                                  |

## 出版作品
- . 台北: 凱特文化. 2012年12月29日. ISBN 9789865882006.

## 公益活動
2009年11月
- 電影《聽說》在香港上映期間，曙光影視發行公司與慈善機構龍耳合作舉辦了慈善首映禮[14][15]。在此次籌辦首映禮，彭于晏聯同聾人隊員與香港明星足球隊進行足球友誼賽[16]，陳意涵擔任啦啦隊為聾人隊員打氣[17]，並得到勞工及福利局局長張建宗、影視明星曾志偉、羅慧娟及立法會議員梁耀忠及正言匯社張超雄等人的致函支持，亦得到多家媒體報道[18][19]，向社會大眾推廣「聾健共融」的理念。
- 陳意涵在香港宣傳電影《聽說》期間，慈善機構龍耳派出手語導師協助下，拍攝一系列十集《手語教室》片段[20]，於2009年11月每天早、午、晚時段，於亞洲電視平台上播放，藉此加強公眾對手語的認識。

## 獎項紀錄

### 榮譽
| 年份   | 典禮類型               | 獎項             | 作品         | 結果 |
| ------ | ---------------------- | ---------------- | ------------ | ---- |
| 2007年 | 第1屆台灣新電影獎      | 最佳女演員       | 《單車上路》 | 獲獎 |
| 2010年 | 第14屆全球華語榜中榜   | 最佳電視劇女演員 | 《痞子英雄》 | 提名 |
| 2010年 | 第16屆上海電視節       | 最具潛力女演員   | 《痞子英雄》 | 提名 |
| 2010年 | 第5屆首爾國際電視節    | 最佳女演員       | 《痞子英雄》 | 提名 |
| 2010年 | 第12屆台北電影節       | 最佳女主角       | 《聽說》     | 獲獎 |
| 2010年 | 第15屆全球華語榜中榜   | 最佳電影女演員   | 《聽說》     | 獲獎 |
| 2012年 | 第11屆中國長春電影節   | 最佳女配角       | 《愛LOVE》   | 提名 |
| 2012年 | 第49屆金馬獎           | 最佳女配角       | 《愛LOVE》   | 提名 |
| 2013年 | 第3届豆瓣电影鑫像奖    | 最佳華語女演员   | 《愛LOVE》   | 提名 |
| 2014年 | 第51屆金馬獎           | 最佳女配角       | 《軍中樂園》 | 提名 |
| 2015年 | 第15屆華語電影傳媒大獎 | 最受矚目表現獎   | 《軍中樂園》 | 提名 |
| 2023年 | 第60屆金馬獎           | 最佳女配角       | 《小曉》     | 提名 |
| 2024年 | 第5屆台灣影評人協會獎  | 最佳女演員       | 《小曉》     | 獲獎 |
| 2024年 | 第26屆台北電影獎       | 最佳女配角       | 《小曉》     | 獲獎 |

## 外部連結
- 陳意涵粉絲聯盟官方網站 （页面存档备份，存于）
- 陳意涵 YiHan Chen的Facebook專頁
- 陳意涵粉絲聯盟的Facebook專頁
- 陳意涵的新浪微博
- 陳意涵的Instagram帳戶
- 陳意涵在互联网电影资料库（IMDb）上的資料（英文）
- 陳意涵在香港影庫上的簡介
- 陳意涵在豆瓣上的资料（简体中文）
- 陳意涵在时光网上的簡介（简体中文）
- 陳意涵在台灣電影網上的資料（繁體中文）
- 陳意涵 - 中文電影資料庫 （页面存档备份，存于）